# Jakob Wyrsch (Politiker, 1862)
Jakob Wyrsch (* 1. Mai 1862 in Ennetbürgen; † 8. Mai 1926 in Zürich) war ein Schweizer Politiker. Von 1910 bis 1926 gehörte er als Vertreter der Liberalen dem Regierungsrat des Kantons Nidwalden an.

## Leben
Alois Wyrsch wurde als einziges Kind des Nationalrats Alois Wyrsch und der Margareth Zelger in der Aumühle in Ennetbürgen geboren. Die Grundschule besuchte er in Buochs, danach wechselte er an die Kollegien St. Michael in Freiburg und Maria Hilf in Schwyz. Es folgte die Ausbildung zum Arzt an den Universitäten von Bern, Zürich, München und Wien. Im Jahr 1889 erhielt er nach dem bestandenen Examen die Zulassung als Arzt. Nach zwei Jahren als Landarzt eröffnete er 1891 eine eigene Arztpraxis in Stans. Die Ämter als kantonaler Gerichtsarzt und als Mitglied des Sanitätsrats trat er 1894 an.
Schon sein Grossvater Louis Wyrsch und sein Vater Alois Wyrsch waren Mitglieder der Nidwaldner Regierung. Sein gleichnamiger Onkel Jakob Wyrsch war als langjähriger Vertreter der Konservativen zeitweise zusammen mit ihm in der Regierung. So begann 1907 sein Einstieg in die lokale Politik als Mitglied des Gemeinderats von Stans und als Oberrichter. Später wurde er Mitglied des Stanser Kirchenrats und schliesslich Kirchmeier (Präsident des Kirchenrats).
Wegen seiner prominenten Herkunft stieg Wyrsch in der kantonalen Politik gleich als Regierungsrat ein. An der Landsgemeinde 1910 wurde er in die Nidwaldner Regierung gewählt, in der er die folgenden sechzehn Jahre blieb. Zwischen 1911 und 1919 war er abwechselnd (in den ungeraden Jahren) mit seinem gleichnamigen Onkel Landammann. Danach stand er noch 1921, 1923 und 1925 der Landesregierung vor. Er starb im Amt an den Folgen einer Operation in Zürich.
Jakob Wyrsch heiratete am 7. November 1890 die aus Obwalden stammende Arzttochter Josefa Stockmann. Aus dieser Ehe stammen zwei Kinder (je ein Sohn und eine Tochter). Sein gleichnamiger Sohn Jakob Wyrsch war ebenfalls Arzt, Professor an der Universität Bern und Anstaltsdirektor in den Kliniken St. Urban und Waldau. Wyrsch war durch seine Mitgliedschaft im Erziehungsrat auch in der Maturitätskommission. Daneben gehörte er der Führung der Ersparniskasse Nidwalden an.

## Quelle
- Neues Stammbuch. Band IX, Wyrsch III (Wagglisbrunnen, 13 (7) (S. 22).